# Slay (компьютерная игра)
Slay (с англ. — «сражать») — условно-бесплатная пошаговая стратегическая игра, созданная программистом Шоном О’Коннором и выпущенная в Великобритании для Microsoft Windows в марте 1995 года. В дальнейшем она была портирована на современные платформы, например, на Pocket PC в 2002 году, ряд мобильных устройств в период с 2007 по 2013 год, и Steam в ноябре 2016 года.

## Игровой процесс
Действие Slay разворачивается на острове, разбитом на шестиугольные клетки; остров может быть как заданным, так и сгенерированной случайным образом. Каждая клетка окрашена в цвет какого-то игрока; смежные клетки одного цвета образуют общую территорию. Каждая клетка, входящая в территорию, приносит деньги своему владельцу. Игрок может тратить полученные деньги для найма крестьян (англ. peasant). Объединяя крестьян, можно получать более сильных юнитов: копейщиков (англ. spearman), рыцарей (англ. knight) и баронов (англ. baron). Каждый юнит требует некоторое количество денег на содержание, причём оно растёт в геометрической прогрессии в зависимости от силы юнита: так, крестьянин требует 2 единицы в ход, копейщик — 6, рыцарь — 18, барон — 64. С помощью юнитов можно захватывать вражеские территории или оборонять свои; для успешного захвата необходимо, чтобы атакующий юнит имел больший ранг, чем защищающийся. На клетках также возможно возводить башни, которые будут защищать смежные клетки от атак вражеских юнитов первых двух уровней.
Территория игрока может быть разбита на несколько частей, в этом случае каждая часть будет накапливать деньги независимо. В случае нехватки денег на содержание юнитов на какой-либо территории, все юниты на ней погибнут — таким образом, грамотно разделив территорию соперника и лишив его юнитов доступа к доходу с клеток, можно лишить его армии.
На некоторых клетках растёт лес — такие клетки не производят денег. В конце каждого хода лес может расшириться на соседние клетки; кроме того, лес спустя несколько ходов появляется на клетках, на которых погибли от голода солдаты. Лес также может быть вырублен с клетки с помощью юнитов.

## Разработка
Slay была разработана в 1994 году усилиями одного человека, Шона О’Коннора, однако разработке также помогал его брат.

## Критика
Slay получил очень высокие отзывы критиков. Eurogamer назвал стратегию «доведённой до совершенства» и «очень удовлетворяющей». Веб-сайт Rock, Paper, Shotgun заявил, что игра «идеальна» — «такая простая, такая умная и такая жёсткая». Мобильная версия также получила положительные отзывы.